# Dia de Martin Luther King Jr.
El dia de Martin Luther King, Jr. (en anglès Martin Luther King, Jr. Day) és un dia festiu dels Estats Units marcat per l'aniversari del reverend Doctor Martin Luther King, Jr. Se celebra el tercer dilluns de gener de cada any, que és aproximadament la data del naixement de King, el 15 de gener. La "festa flotant" és similar a les vacances establertes sota la Llei d'Uniformitat de Vacances dels Dilluns, encara que la festa és 15 anys anterior al fet que rebés el nom de Dia de Martin Luther King, Jr.
King va ser el principal militant de la no violència en el moviment pro drets civils, protestant amb èxit contra la discriminació racial en la legislació federal i estatal. La campanya per una celebració federal en honor de King va començar poc després del seu assassinat el 1968. Ronald Reagan va signar la festa en llei el 1983, i va ser celebrada per primera vegada el 20 de gener de 1986. Al principi, alguns estats van resistir la celebració de la festa com a tal, donant-li noms alternatius o combinant-ho amb altres festes. Es va celebrar oficialment en els 50 estats per primera vegada l'any 2000.